# جهور لعلي (ردفان)

تعديل مصدري - تعديل

جهور لعلي هي إحدى قرى عزلة الحبيلين بمديرية ردفان التابعة لمحافظة لحج، بلغ تعداد سكانها 193 نسمة حسب تعداد اليمن لعام 2004.